# Fibula
Za članek o kosti glej mečnica
Fibula je broška za okras ali varnostna zaponka za pritrjevanje oblačil. Fibula se je razvila v različnih oblikah, vendar so vse temeljile na načelu varnostnega zatiča. Tehnično se latinski izraz fibulae nanaša na rimske fibule, vendar se izraz pogosto uporablja za broške iz celotne antične in zgodnjesrednjeveške zgodovine, ki so imele še naprej rimske oblike.
Za razliko od večine sodobnih brošk, so fibule ne le dekorativne, saj so imele prvotno praktično funkcijo za pritrditev oblačil, na primer plašča ali ogrinjala. Fibule so nadomestile ravne varnostne zaponke, ki so bile uporabljene za pritrditev oblačila v neolitiku in bronasti dobi. Po drugi strani pa so bile fibule v srednjem veku nadomeščene z gumbi. Njihov naslednik, moderna varnostna sponka, ostaja v uporabi še danes. V starem Rimu in drugih mestih, kjer je bila v rabi latinščina, je ista beseda označevala tako broško in kot kost mečnico, kar je bila priljubljena oblika za broške.
Obstaja na stotine različnih vrst fibul. Običajno so razdeljene v družine, ki temeljijo na zgodovinskih obdobjih, geografiji in / ali kulturi. Fibule so razdeljene tudi v razrede, ki temeljijo na njihovih splošnih oblikah.

## Konstrukcija
Največ fibul je narejenih iz brona (bolj pravilno "bakrovih zlitin") ali železa ali obeh. Nekatere fibule so izdelani iz plemenitih kovin, kot sta srebro ali zlato. Največ fibul je narejenih iz samo enega ali dveh kosov. Mnoge fibule so okrašeni z emajlom, poldragimi kamni, steklom, koralami ali kostmi.

## Komponente
Fibule so bile sestavljene iz štirih delov: telesa, priponke, vzmeti in tečaja.
Ločimo dve vrsti fibul:
- enoramna fibula - podobna današnji varnostni zaponki, sestavljena iz igle, katere spiralasto zaviti konec preide v locen, ta pa ima navzdol zapognjen konec, ki drži iglo na mestu.
- dvoramna fibula - bolj zapletena zaponka, ki je sestavljena iz igle, ki je na enem koncu odebeljena in ima na tem koncu luknjo, skozi katero se vtakne locen. Ta je na obeh koncih zapognjen in drži na mestu obleko in iglo.

### Telo
Telo fibule je bodisi prečka ali plošča, glede na osnovno obliko. Prečka je običajno dolga in ozka, pogosto ločna. Plošča je ravna in široka. Plošče so lahko enovite ali naluknjane. Telo je pogosto okrašeno. Na koncu fibule je glava z vzmetjo ali tečajem. Na koncu je čep, kjer se telo zapre. Odvisno od vrste mečnice in kulture se je lahko fibula nosila obrnjena navzgor, navzdol ali na stran.

### Priponka
Priponka, ki se uporablja za pritrditev oblačila je bodisi nadaljevanje telesa fibule ali ločen del pritrjen na telo. Fibula je zaprta s priključitvijo konca zatiča na prečki ali plošči.

### Vzmet
Telo in priponka se srečata bodisi z vzmetjo ali tečajem. Najzgodnejša zasnova je vzmet, ki zagotavlja napetost na priponki. Vzmet je lahko enostranska ali dvostranska. Enostranska vzmet se vije okrog le v eno smer. Enostranske vzmeti so zgodnejši tip, prve so se pojavile okrog 14. stoletja pred našim štetjem. Dvostranska vzmet se vrti  okoli obeh strani telesa mečnice in se je pojavila okoli 6. stoletja pred našim štetjem. Dvostranska vzmet je lahko zelo kratka, samo z enim ali dvema vrtljajema na vsaki strani ali do 10 cm dolga. Večina dvostranskih vzmeti je izdelana iz enega kosa kovine, vzmetnega kabla ali kosa žice, ki se razteza od enega konca vzmeti na drugo. Vzmetni kabel se lahko prenese pred ali za telo fibule. Dvostranske vzmeti so ovite okoli zatiča ali osi. Ti so običajno iz železa, čeprav je preostali del fibule in vzmet bakrova zlitina. V 1. stoletju našega štetja so nekatere fibule imele vzmeti, ki so bile skrite pod kovinskim pokrovom, ki je bil razširitev telesa mečnice. Znane so kot pokrite ali skrite vzmeti.

### Tečaj
V poznem 1. stoletju pred našim štetjem ali v začetku 1. stoletja našega štetja se je v nekaterih tipih fibule pojavila nova oblika. Ločena priponka je vezana na glavo konec loka z majhnim tečajem. V drugi polovici 1. stoletja našega štetja so bili uvedeni tečaji za ploščat tip fibule. Ena ali dve majhni plošči sta bili dodanih na hrbtni strani plošče in zatič je bil vezan na njih z majhnim tečajem. Prej je imel tip ploščate fibule dvostranske vzmeti pritrjene na hrbtu. V 3. stoletju našega štetja se je tečaj nahajal v centru dolge prečke in ustvarjal slavno zasnovo samostrela oziroma križni lok. Nekaj precej starejših fibul je tudi imelo tečaje, a je bila ta funkcija zasnove zelo redka in je kmalu zamrla za skoraj pet stoletij. Na primer, maloazijska Okrašena ločna fibula (Blinkenberg Type XII Variacion 16) datirana v 5. stoletje pred našim štetjem.
Pomembno je omeniti, da so različne tipe fibul uporabljali istočasno. Čeprav je uvedba tečaja kasnejša od uvedbe vzmeti, je vzmet ostala v uporabi še dolgo po tem, ko je bil uveden tečaj. 

## Uporaba
Fibule so bile prvotno uporabljena za pritrditev oblačila. Predstavljajo izboljšanje za prejšnje ravne zatiče, ki so bili manj varni in so se lahko sneli. Medtem ko je bila glava zgodnejših  ravnih priponk pogosto okrašena, so prečke ali plošče dale veliko več možnosti za dekoracijo. Med nekaterimi kulturami so imeli različni modele fibul posebne simbolne pomene. Ti se lahko nanaša na status ali poklic (primer: samska ženska, poročena ženska, moški, bojevnik ali poglavar). Nekateri rimske fibule so lahko simbolizirale posebne vrste ali položaj v rimski legiji ali položaj vojaka. V nekaterih kulturah so fibule nosili v parih in so se lahko povezale z dolžino kot verige.

## Zgodovinski razvoj

### Fibule bronaste dobe
Prve fibule v obliki violinskega loka (drahtbugel v nemščini), so se pojavile v pozni bronasti dobi. Ta preprosta oblika z enostransko vzmetjo, izgleda neverjetno podobna sodobni varnostni zaponki. Fibula v obliki violinskega loka ima nizek raven lok, telo poteka vzporedno s čepom, tako da spominja na violinski lok. Lok je lahko okrogel, kvadraten ali raven in s trakom kot v prerezu. Nekateri so enostavno prebiti ali z zarezano dekoracijo na prečki. Take fibule, kot so Peschiera tip in Unter-Radl tip, so bile uvedene v 14. stoletju pred našim štetjem (pozna Mikenska III. era), na Mikenskem grškem Peloponezu. Fibula se je kmalu razširila na Kreto, Ciper in mikenska trgovska mesta na Siciliji.
Poznanih je več različic fibul v obliki violinskega loka:  lahko je ukrivljen ali cik-cak od začetka do konca, medtem ko še vedno ostaja ploska in vzporedno z zaponko. Te variante, kot sta tip Grunwald in Hanua, so našli iz 12. in 11. stoletja pr. n. št.. V drugi varianti se je lok, medtem ko je še vedno raven, povečal navzven v ovalno ali diamantno obliko (blattbugel v nemščini). Te variante, kot sta tip Kreuznach in Reisen so našli iz 12. do 10. stoletja pred našim štetjem.
Druga glavna oblika fibul ima visok, zaokrožen lok (bogen v nemščini) namesto nizkega ravnega violinskega loka za prečko. Sprva je bil lok tanek. Poznejše variante imajo lok iz debelejše kovine ali dveh kosov tanke žice, zavite skupaj. Te zaobljene ločne fibule so prvič našli iz 12. stoletja pred našim štetjem, vendar so bile v uporabi v nekaterih krajih več kot pet stoletij.
Tretja bronasto-dobna oblika fibule je sestavljena iz horizontalnih žičnih spiral. Fibula v obliki očal (brillen v nemščini) je sestavljena iz dveh združenih spiral, ki spominjajo na par očal. Te fibule, kot sta tip Haslau in St. Lucija, so našli iz 9. do 7. stoletja pred našim štetjem. Nekatere fibule v obliki očal so zelo velike, s spiralo do po 10 cm. Varianta ki se je pojavila v 6. stoletju pred našim štetjem je imela štiri majhne spirale s kvadratom, ali oglato krovno ploščo na sredini, tip Vierpass.
Villanovska kultura v Italiji je uvedla vrsto variacij na prečke fibule v 8. in 7. stoletju pred našim štetjem. V teh tako imenovanih Italiante fibulae, se lok začne na glavi, s polkrožno obliko, toda koleno na vrhu je pod kotom naravnost do vznožja, ki je pogosto podaljšan in raztegnjen. Lok je bil pogosto okrašen z oblikovanimi gumbi ali konicami. Zadnja polovica loka je včasih ukrivljena v valovito, upognjeno obliko. Slednje variante so bili znane kot serpentinaste fibule.
V 8. in 7. stoletju pred našim štetjem so v Mali Aziji uvedli tako imenovano fibulo s frigijskim lokom. Te fibule so imele obliko skoraj popolnega polkrožnega loka, včasih okrašene z gumbi ali okroglimi prirobnicami. V istem obdobju je na Cipru in morda v Siriji, Asiriji in Perziji nastala ročna fibula. V tej zasnovi je lok ukrivljen 90 stopinj na vrhu tako, da daje fibula trikotno obliko, gledano od strani. Lok je bil običajno okrašen z vrsto obročev in pikami. Ploščato telo je imelo običajno obliko roke, kar celotna fibula je bila podobna roki.
V 7. in 6. stoletjem pred našim štetjem je nastala serija variacij loka na južnem Balkanu, znana različno kot grška, makedonska ali tračanska fibula. Visok obokan lok teh fibul je imel velike plavuti ali gumbe. Lok se je običajno končal v zelo veliki trikotni ali kvadratni plošči zapirala. Nekatere izmed velikih kvadratnih plošč zapirala so bile okrašene s kompleksnimi rezbarijami geometrijskih ali figuralnih motivov. Nekatere fibule so imele raven hrbet, kar kaže, da so bile verjetno preprosto odlite.

### Fibule železne dobe
V železni dobi se je raba fibul zelo razširila. Zaokrožen lok fibul je doživel več sprememb,  običajno so bile zelo okrašena z zarezami ali oblikovanimi geometrijskimi vzorci. V eni varianti, je bila noga fibule prej zaključena na koncu loka s preprostim ploščatim odlitkom znatno podaljšanim. To podaljšanje, znano kot tip Kahn in Pauken je iz 7. do 5. stoletja pr. n. št. Prve dolge dvostranske vzmeti so se pojavile na nekaterih od teh različic v dobi Hallstatt D2 (5. stoletje pred našim štetjem). Te fibule, kot je tip Doublezier, so na pogled podobne rimskim samostrelnim fibulam, vendar niso bili slednjih neposredni predhodnik.
V drugi varianti je zaokrožena ločna fibula postala debelejša in oteklega videza. Pri mnogih od teh pijavških lokih ali Sanguisaga, so ploščata zapirala postala velika in trikotna. Druga varianta, tip Certossa je imela majhen kvadrat ali s trakom presekan lok in kratko dvostransko vzmet (morda prva uporaba dvostranske vzmeti). Certossa fibule so skoraj vedno zelo majhne.
V dobi La Tene I ali La Tene A do B2 (4. do 3. stoletja pred našim štetjem), je postalo oblikovanje fibul razmeroma standardizirano na velikem geografskem območju, čeprav so manjše slogovne razlike in razlike v dekoraciji ostale. La Tene I fibula je imela običajno ozek lok. Vzmet je bila lahko bodisi enostranska ali dvostranska, in bila navita v dokaj velikem krogu. Stopalo je bilo obrnjeno navzgor in se je običajno končalo z okrašenim gumbom ali z uporabo bisera ali kamna. V nekaterih primerih je bilo stopalo upognjeno nazaj proti premcu, čeprav se ni dotaknilo loka. Getska fibula je varianta, ki so jo našli na vzhodnem Balkanu in so jo uporabljali Geti. Stopalo fibule je navpično in se konča v majhnem gumbu, novejši modeli so imeli valove v obliki črke S.
V dobi La Tene I so bile v fibule uvedene prve živali ali zoomorfne oblike. Med njimi so ptice in konji in so bile lahko bodisi ploščate, s kratko dvostransko vzmetjo na hrbtu ali tridimenzionalne (v krogu) z dolgo dvostransko vzmetjo na čelu.
V dobi La Tene II ali La Tene C (2. stoletje pred našim štetjem) je stopalo fibule dejansko ukrivljen nazaj in se dotika loka in je bilo ovito okoli njega. Mnoge fibule so imele dolge dvostranske vzmeti. Ta tip izvedbe je bil v uporabi več stoletij kasneje in je včasih znan kot psevdo-latenska fibula.
V dobi La Tene III ali D (1. stoletje pred našim štetjem), se stopalo več ne ovije okoli loka, ampak je vezano direktno nanj z litjem ali varjenjem. V eni varianti, pri tipu Nauheim, je lok povečan v ploščat trikotnik ali diamant. V drugi varianti, tip Schüssel je trak kot lok povečan na čelu v zaokroženo obliko puščic, ki ureja vzmet.

### Rimske fibule

#### 1. stoletje
- Legionarska fibula. 1. – 2. st.
- Riomsko britanska fibula, 1. st.
- Zgodnje rimska ločna fibula, 1. st.
- Močno profilirana fibula, 1. – 2. st.
- Ploščate fibule iz rimske dobe, 1. st.

Hitro širjenje rimskega imperija je 1. stoletju našega štetja povzročilo znatno rast števila in oblikovanja fibul po vsej Evropi in na Bližnjem vzhodu. Širjenje tehnološko naprednih delavnic v rimskem imperiju je privedlo do bolj zapletenih modelov fibul. Loki so dobili bolj zapletene oblike, tečaji so se pojavili poleg dvostranskih vzmeti, uvedena je bila široka paleta modelov plošč.
Ena od prvih modelov fibul rimske dobe se je začela v La Tene III, v poznem 1. stoletju pred našim štetjem. Fibula iz ravne žice, znana tudi kot vojaški tip ali legionarski tip, ima zelo preprosto obliko. Ta spominja na fibulo v obliki violinskega loka iz več kot tisoč let prej, le da ima lok nekoliko bolj zaokrožen in kratko dvostransko vzmet. Našli so jo iz 1. stoletja našega štetja.
V 1. stoletju našega štetja prvič več tipov fibul izvira iz rimske Britanije. Morda najbolj prepoznaven britanski dizajn je fibula Dolphin. To je dejansko niz modelov, vključno tip Polden Hill, Langton Down, Colchester in tip v obliki črke T. Fibule Dolphin imajo gladko obokan lok, ki se zožuje od glave do konca v dolgo točko. Dolga dvostranska vzmet je pokrita. Z vrha izgleda kot T ali pozno-rimska samostrelna fibula. Od strani pa spominja na skakajočega delfina.
Drug Britanski dizajn je bil tip Hod Hill. Običajno precej majhna, ima fibule plitvo obokan lok, ki se zdi, da je sestavljena iz okvirnih segmentov. Mnoge imajo par manjših stranskih ušes.
Fantail fibula ima kratek lok, ki se razširi v plosko, široko pahljačasto stopalo, in je bila pogosta v Veliki Britaniji in na evropski celini. Oblika Fantail je trajala v 2. stoletju našega štetja. Pogosta in razširjena oblika je bila Augen (ali Eye) fibula, ki ima daljši lok in dolgo, ravno, široko stopalo. Ima kratko bilateralno vzmet. Mnoge Augen fibule so okrašene s parom obročkanih pik ali oči, na ploskem stopalu. Zdi se, da so bile uvedene v rimskem cesarstvu pri germanskih narodih, zlasti Markomanih, ki so služili kot rimske pomožne enote (Roman auxiliaries).
Aucissa fibula je bila še ena razširjena oblika. Ima visoko polkrožno obokan lok, ki se razširi v kratkem stopalu. Lok je raven in širok in ima okrogel osrednji greben. Lok se konča na glavi s tečajem. Aucissa je bila ena prvih fibul, ki je uporabljala tečaj namesto vzmeti. Stopalo se konča v okroglem gumbu. Mnoge imajo besedo "AVCISSA" oblikovano nad tečajem. To je najbrž ime delavnice.
V 1. stoletju je znanih še več drugih različic loka vse glede na pokrajino v kateri so nastale (tračanska fibula v obliki sidra, panonska, dačanska, itd).
Pozno v 1. stoletju je bila uvedena skupina močno profiliranih fibul. Imajo široko ventilatorsko ali zvonasto glavo in dolgo tanko koničasto stopalo. Imajo dolge dvostranske tečaje. Obstajajo tri glavne variacije: severno panonski dvojni vozel, enojni vozel najdemo na osrednjem Balkanu, črnomorski tip v stepah severno od Črnega morja. Najdene fibule so bile iz poznega 1. do 2. stoletja našega štetja in so večinoma povezane s proto-gotsko kulturo Przeworsk.
V 1. stoletju je bila razširjena uporaba ploščate fibule. Ker je malo prostora med telesom in čepom (ni loka na telesu), ploščato fibulo ni bilo mogoče uporabiti za pripenjanje debelejšega materiala in so zato predvsem dekorativne. Večina fibula ima tečaj na hrbtni strani. Navadno so povezane z ženskimi grobovi. Najpogostejše oblike plošče fibul v 1. stoletju našega štetja so bili krog (disk), diamant, oval in luna.

#### 2. stoletje
- Rimska fibula, 2. st.
- Pozno rimska ločna fibula, 2. – 3. st.
- Različne fibule, 4. st. pr. n. št. – 3. st.
- Tutulus ploščate fibule, 2. – 3. st.

Razvoj fibul se je v 2. stoletju nadaljeval v bolj zapletenih oblikah. Nova je oblika glave, ima dolg lok z bunkico ali občasno obročem.
Najbolj priljubljena je bila kolenska fibula in jo le redko najdemo zunaj vojaških objektov ali konteksta.
Panonska trobentasta fibula ima široko plapolajočo glavo kot zvonec trobente. Vendar pa za razliko od ravne, je panonska trobentasta fibula močno ukrivljen blizu glave. Ta germanski tip je bil znan v Panoniji in okrog, a izvožen tudi v večji del Britanije.
V 2. in 3. stoletju našega štetja ni bilo novih različic fibula. Uporaba plošče fibul se je nadaljevala v 2. stoletju. Enostavno ploščate oblike so nadomestili z emajliranimi različicami ali z več kompleksnimi oblikami. Te so vključevale živali (zoomorfne) oblike (ptice, konji, zajci, muhe, itd), črke ali besede, abstraktne simetrične ali asimetrične vzorce (vključno s tako imenovano keltsko trobento) in simbolne vzorce. Večina modelov je še naprej v uporabi.

#### 3. do 4. stoletje
Uporaba emajliranih vložkov se je nadaljevala do konca 3. stoletja.
Klasična fibula iz poznega rimskega obdobja in v resnici najbolj znana vrsta fibule, je tip  samostrel. Samostrelna fibula sestoji iz visoko obokanega polkrožnega loka, običajno oglatega prereza in dolgega ploskega stopala. Fibula ima prečen širok prečen lok na čelu, ki vsebuje tečaj. Samostrelna fibula ima običajno tri okrogle ali čebulasto oblikovane gumbe: eden pri glavi in en na vsakem koncu prečnega loka. Obstaja več tipov glede na dolžino loka pa tudi glede na dekoracijo stopala.

### Post-rimske fibule
Obstajajo številne vrste post-rimske fibule. Ta gotska skupina fibul ima okroglo ali trikotno ploščato glavo, pogosto s 3, 5 ali 7 gumbov, majhen obokan lok in dolgo, ravno, v obliki diamanta nogo. Uporabljali so jih germanski Vizigoti, Ostrogoti in Gepidi in Slovani ter Avari. Najdemo jih v širokem delu južne in zahodne Evrope iz 5. in 6. stoletja našega štetja. Obstaja tudi široka paleta anglosaških fibul iz 5. do 7. stoletja. Vikinške fibule so variacije na obroču ali obročasta oblika.

### Okrogle fibule in polkrožne broške
Obroč, fibulo ali broško je izredno težko datirati kot obliko za utilitarne kose, sa so bili skoraj nespremenjeni od 2. do 14. stoletja našega štetja. Če je okras, je to verjetno ali prstan fibula iz rimske dobe ali srednjeveški broška.
Polkrožna (penannular) broška, iz nepopolnih obročev in dveh delov, je prvotno služila za pritrjevanje obleke, običajno iz navadnih kovin. V železni dobi ter rimski Britaniji se je v post-rimskem obdobju razvila v zelo dodelan in dekorativen statusni element na Irskem in na Škotskem, kjer so bile iz plemenite kovine in pogosto okrašene z dragulji. Moški in ženske, kakor tudi duhovniki so jih nosili kot del svojih insignij pri opravljanju daritev. Najboljše obdobje je 8. in 9. stoletja, pred prihodom Vikingov. Bogato okrašeni irski primeri so običajno psevdo-penannular; v bistvu zaprti obroči, ki posnemajo penannular obliko. Primeri, kot je keltska Tara broška so med najbolj presenetljivih kosi nakita iz zgodnjega srednjega veka.

### Srednjeveške broške
Obstaja veliko različnih srednjeveških tipov brošk (izraz fibula se redko uporablja za srednjeveške predmete). Dve najbolj pogoste so okrogle broške in kvadratne in oblikovane kot uho ali s cvetnimi motivi, kot tudi ploščate broške ali značke, v obliki ljudi ali živali, s specializiranimi tipi, kot so romarske značke ali značke za uniforme, ki so se pogosto proizvajale v velikih količinah iz poceni kovin, kot so svinec, pa tudi zelo drage oblike, kot je Dunstabe Swan Jewel. Vendar pa so bile večinoma zgolj za okras ali take, ki označujejo nekaj o uporabniku.